# Comuna Preobrajenka, Iuriivka
Preobrajenka (în ucraineană Преображенка) este o comună în raionul Iuriivka, regiunea Dnipropetrovsk, Ucraina, formată din satele Bilozerske, Holubivske, Novomoskovske, Pervomaiske și Preobrajenka (reședința).

## Demografie
Componența lingvistică a satului Preobrajenka
     Ucraineană (94,38%)
     Rusă (5,1%)
Conform recensământului din 2001, majoritatea populației satului Preobrajenka era vorbitoare de ucraineană (94,38%), existând în minoritate și vorbitori de rusă (5,1%).